# Kaédi (departement)
Kaédi är ett departement i Mauretanien.   Det ligger i regionen Gorgol, i den sydvästra delen av landet, 400 km sydost om huvudstaden Nouakchott.